# Rallye Dakar 1982

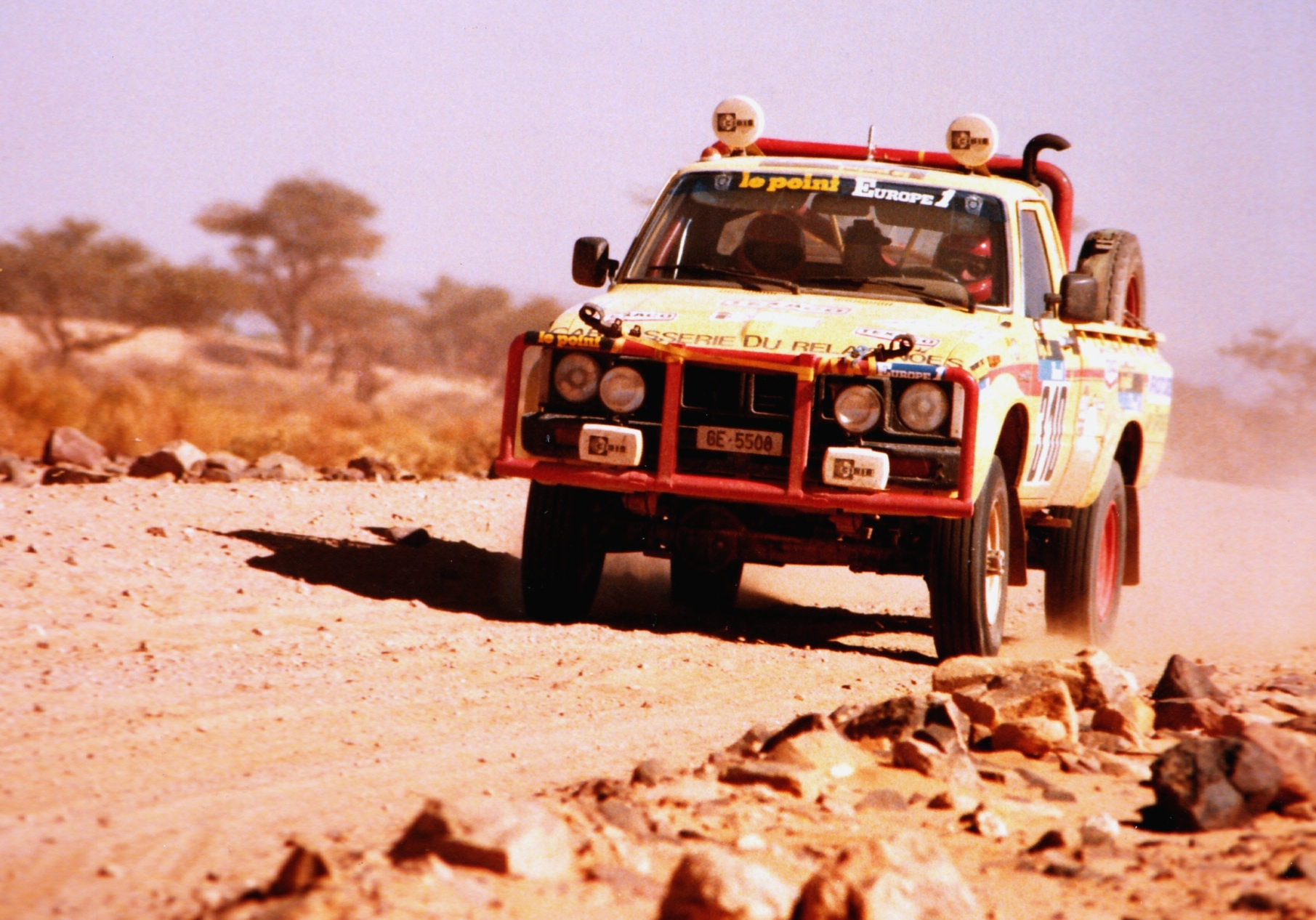
Antoine Salamin auf Toyota Hilux

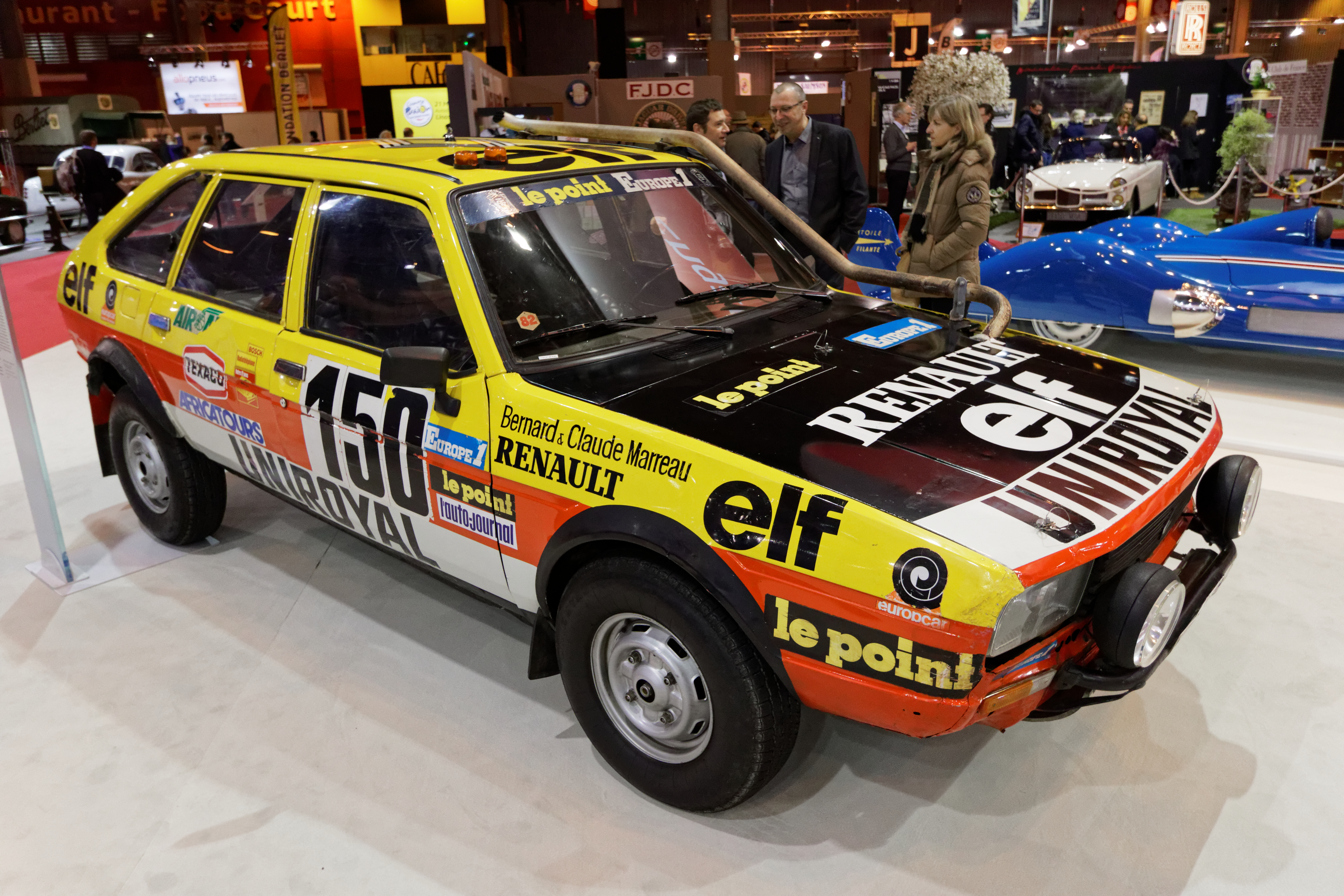
Renault 20 Turbo 4x4 von Claude und Bernard Marreau

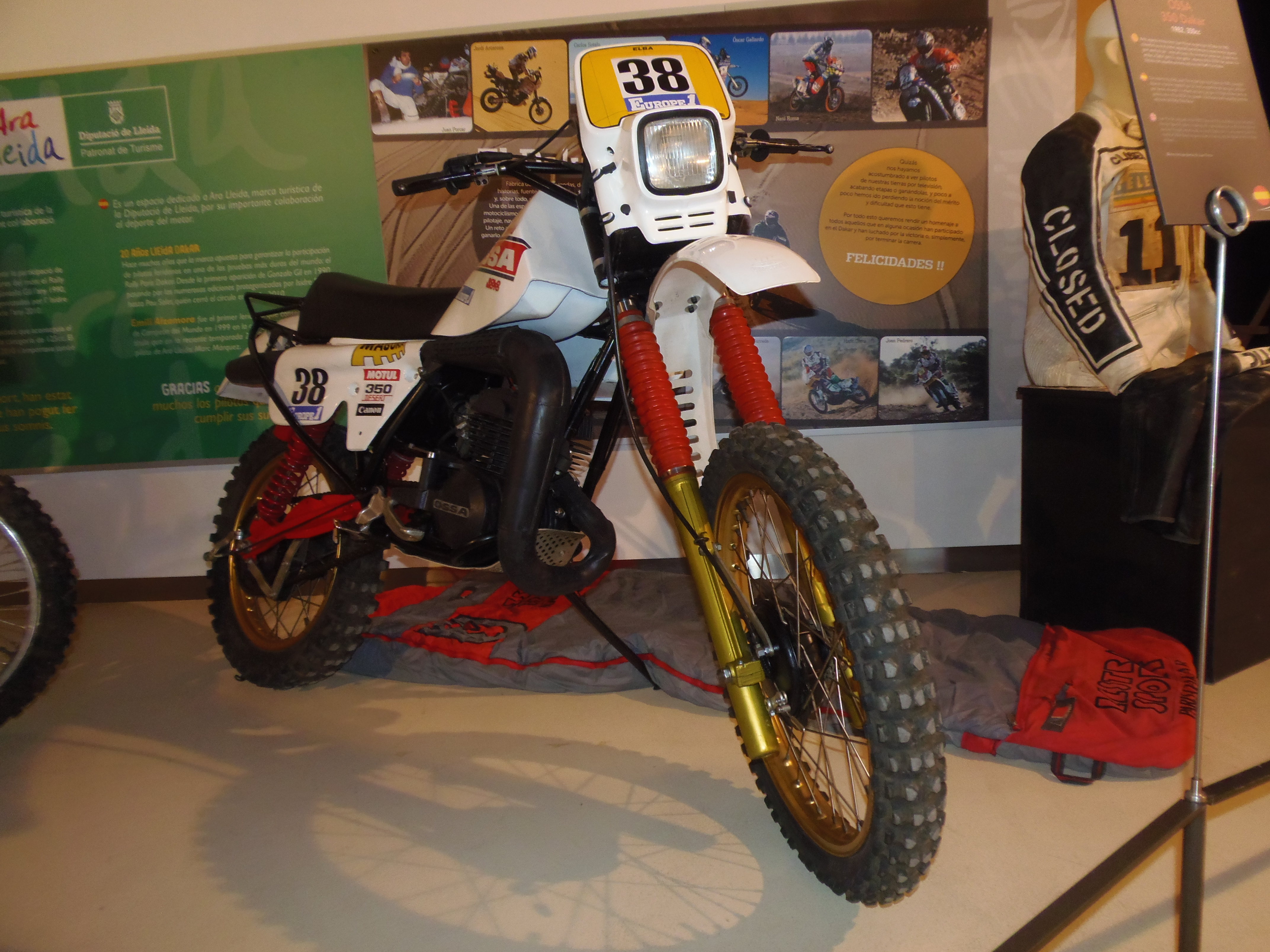
OSSA Desert 350 des Spaniers Joan Porcar Garcia

Die Rallye Dakar 1982 (Dakar 1982) war die vierte Ausgabe der Rallye Dakar. Sie begann am 1. Januar 1982 in Paris und endete am 20. Januar 1982 in Dakar.
Die Strecke führte über rund 10.000 Kilometer durch Frankreich, Algerien,  Mali und Senegal.

## Teilnehmer
Von den 385 gestarteten Fahrzeugen (233 Autos, 129 Motorräder und 23 Lkw) erreichten 127 das Ziel in Dakar, davon 70 Autos, 33 Motorräder und 3 Lkw innerhalb der Wertungszeit.
Erneut dabei waren Le-Mans-Legende Jacky Ickx und sein Co-Pilot, der Schauspieler Claude Brasseur, die auf einem Mercedes G den 5. Platz der Autowertung erreichten.
Die Schwimmerin Christine Caron nahm als Beifahrerin der Rallye-Pilotin Bernadette Sacy auf einem Range Rover teil. Die beiden Französinnen erreichten den 35. Platz der Autowertung.
Der Schweizer Skirennfahrer Bernhard Russi erreichte Dakar bei seiner einzigen Teilnahme an der Rallye auf einem Subaru 1800 nicht innerhalb der Wertungszeit und landete auf Platz 91 der Automobile.
Der niederländische Unternehmer und Rennfahrer Jan de Rooy erreichte bei seiner ersten Dakar-Teilnahme auf einem DAF NTT 2800 den 3. Platz in der Lkw-Wertung.
Wie auch schon im Vorjahr kamen alle Sieger aus Frankreich. Die Automobilwertung gewannen die Brüder Claude und Bernard Marreau auf einem Renault 20, bei den Motorrädern hieß der Sieger – wie schon 1979 und 1980 – Cyril Neveu (Honda 550 XR), und die Lkw-Wertung gewann Georges Groine auf einem Mercedes Unimog.

## Zwischenfälle
Christine Martin, Gewinnerin des Coupe des Dames im Vorjahr, verletzte sich ihren linken Fuß beim Vorbeifahren an einem Baumstumpf, woraufhin sie das Rennen aufgab.
Die französische Rennfahrerin Anne-Charlotte Verney, ihr Beifahrer Mark Thatcher, Sohn der damaligen britischen Premierministerin Margaret Thatcher, und der Mechaniker Jacky Garnier verirrten sich in der algerischen Wüste und wurden erst nach mehreren Tagen wiedergefunden.
Auch hatte die Rallye erneut mehrere Todesopfer zu beklagen.
Der 41-jährige niederländische Motorradfahrer Bert Oosterhuis starb nach einem schweren Sturz auf der 4. Etappe in Algerien, nachdem er bereits zuvor mehrfach gestürzt war. Am Vortag hatte er sich dabei den Arm verletzt und konnte daraufhin nur noch einhändig fahren.
Die französische Journalistin Ursula Zentsch, Korrespondentin für das Wochenmagazin Le Point, kam nördlich von Gao in Mali bei einem Unfall mit einem abbiegenden Tanklastwagen ums Leben.
Ebenfalls in Mali starb ein Kind, nachdem es von einem der Teilnehmer angefahren worden war.